# Newtons rörelselagar

Newtons vagga stående ovanpå ett exemplar av Principia.

Isaac Newtons lagar eller Newtons rörelselagar publicerades först 1687 i Philosophiae Naturalis Principia Mathematica. Rörelselagarna hade tidigare formulerats av Galileo Galilei och René Descartes men fick sin slutliga utformning hos Newton och utgjorde grunden för den klassiska fysiken fram till 1900-talet. De beskriver föremåls acceleration, deformation och lägesförändring, och hur de påverkas av yttre krafter. De gäller för makroskopiska fysikaliska system med relativt låga hastigheter och energinivåer, till exempel för kroppar, stela kroppar och i många fall himlakroppar. De kräver att systemets koordinatsystem är fixt, det vill säga inte accelereras. Newtons lagar ses idag som en approximation av relativitetsteorin, giltiga vid hastigheter mycket lägre än ljusets samt i relativt svaga gravitationsfält.

## De tre lagarna

### Newtons första lag
| Corpus omne perseverare in statu suo quiescendi vel movendi uniformiter in directum, nisi quatenus a viribus impressis cogitur statum illum mutare |
| – Isaac Newton, Philosophiæ Naturalis Principia Mathematica                                                                                        |

Även kallad tröghetslagen. En kropp förblir i vila eller i likformig rörelse så länge vektorsumman av alla yttre krafter som verkar på kroppen är noll, eller specialfallet då inga krafter alls verkar på kroppen. 
{\displaystyle \sum {\vec {F}}=0\;\Leftrightarrow \;{\frac {d{\vec {v}}}{dt}}=0}
Om resultantkraften är noll, så är alltså även accelerationen noll och vice versa.

### Newtons andra lag
| Mutationem motus proportionalem esse vi motrici impressae, et fieri secundum lineam rectam qua vis illa imprimitur |
| – Isaac Newton, Philosophiæ Naturalis Principia Mathematica                                                        |

Tidsderivatan av rörelsemängden har samma riktning och storlek som den applicerade kraften som verkar på en kropp med konstant massa. Med matematisk notation kan lagen skrivas
{\displaystyle {\vec {F}}={\frac {d{\vec {p}}}{dt}}}
där
{\displaystyle {\vec {p}}=m{\vec {v}}\qquad }
är rörelsemängden, {\displaystyle m} är kroppens tröga massa och {\displaystyle {\vec {v}}} dess hastighet.
Eftersom kroppens massa här är konstant är uttrycket ekvivalent med
{\displaystyle {\vec {F}}=m\cdot {\frac {d{\vec {v}}}{dt}}=m\cdot {\vec {a}}\qquad }
där {\displaystyle {\vec {F}}} är kraften som ger massan {\displaystyle m} accelerationen {\displaystyle {\vec {a}}}. 
Kraften är en resulterande kraft, det vill säga den är den vektoriella summan av alla krafter. Den resulterande kraften är formväxlande till sin karaktär, den ändrar utseende beroende på den givna fysikaliska situationen. Vi kan exempelvis tänka oss följande: en låda dras med en kraft åt höger, samtidigt som en friktionskraft, riktad åt vänster, verkar på lådan. Den resulterande kraften är då lika med dragkraften minus friktionskraften. Vi kan ändra på förutsättningarna något och antar att vi ger lådan en knuff åt höger och att den rör sig åt höger för att sedan stanna. Den resulterande kraften, under rörelsens gång, blir då endast lika med friktionskraften eftersom vi inte har en dragkraft längre.

### Newtons tredje lag
| Actioni contrariam semper et æqualem esse reactionem        |
| – Isaac Newton, Philosophiæ Naturalis Principia Mathematica |

Två kroppar påverkar alltid varandra med lika stora men motriktade krafter. Om föremålet A utsätter föremålet B för en viss kraft kommer B utsätta A för samma kraft men riktad åt motsatt håll. I ett slutet system kommer interna krafter tas ut av dess reaktionskraft så att summan av alla interna krafter blir noll, det vill säga för att ett slutet system ska accelerera måste det interagera med ett externt objekt. Newtons tredje lag framgår särskilt tydligt i samband med exempelvis rekyl, eller en jetmotor (också kallad reaktionsmotor) som fungerar genom att skjuta gasen bakåt och därmed, med hjälp av reaktionskraften, accelerera framåt.